# Наполеон Орсини
Наполеон Орсини (Наполеон Орсини Франджипани, на италиански: Napoleone Orsini Frangipani) е италиански духовник (кардинал). Църковната му кариера продължава 57 години, 54 от които като кардинал и три като капелан. Това го прави един от най-дълго служилите на Светия престол кардинали и духовници изобщо.

## Биография
Наполеон Орсини е роден през 1263 година в Рим. Негов баща е Риналдо Орсини, брат на папа Николай III. Орсини става свещеник през 1285 година и е назначен за капелан. Той се издига бързо в църковната йерархия, а на 16 май 1288 е ръкоположен за кардинал-дякон на Сан Адриано от папа Николай IV. След смъртта на папата той и още единадесет кардинали влизат в конклава. Наполеон е един от тримата Орсини, които се борят с рода Колона. В крайна сметка след двугодишни избори, по предложение на Латино Орсини кардиналите избират осемдесет годишния отшелник Пиедро Анджеларио ди Мороне за папа под името Целестин V.
По времето на папа Бонифаций VIII Орсини изявява дипломатическите си способности, благодарение на което е назначен за папски легат в Сполето и Анкона. В това си качество той превзема гр. Губио, който е въстанал срещу папската държава. Наполеон е върл противник на фамилията Колона и заедно с Франческо Каетани подкрепя папа Бонифаций.
След преместването на папската столица в Авиньон, Орсини остава активен дипломат през понтификата на Климент V.
По време на конклава 1314 – 1316, когато кардиналите са затворени в доминикански манастир до избора на нов папа, в последните сесии на изборите Наполеон Орсини, заедо с Каетани и Арно дьо Пелагрьо подкрепят кардинал Жак Дюез, който в крайна сметка става папа под името Йоан XXII. По-късно го изоставя и се присъединява към Спиралуистите.
Наполеон Орсини умира на 24 март 1342 година, на седемдесет и три годишна възраст през управлението на Бенедикт XII.